# بیمارستان سنت لوک (کانزاس سیتی)

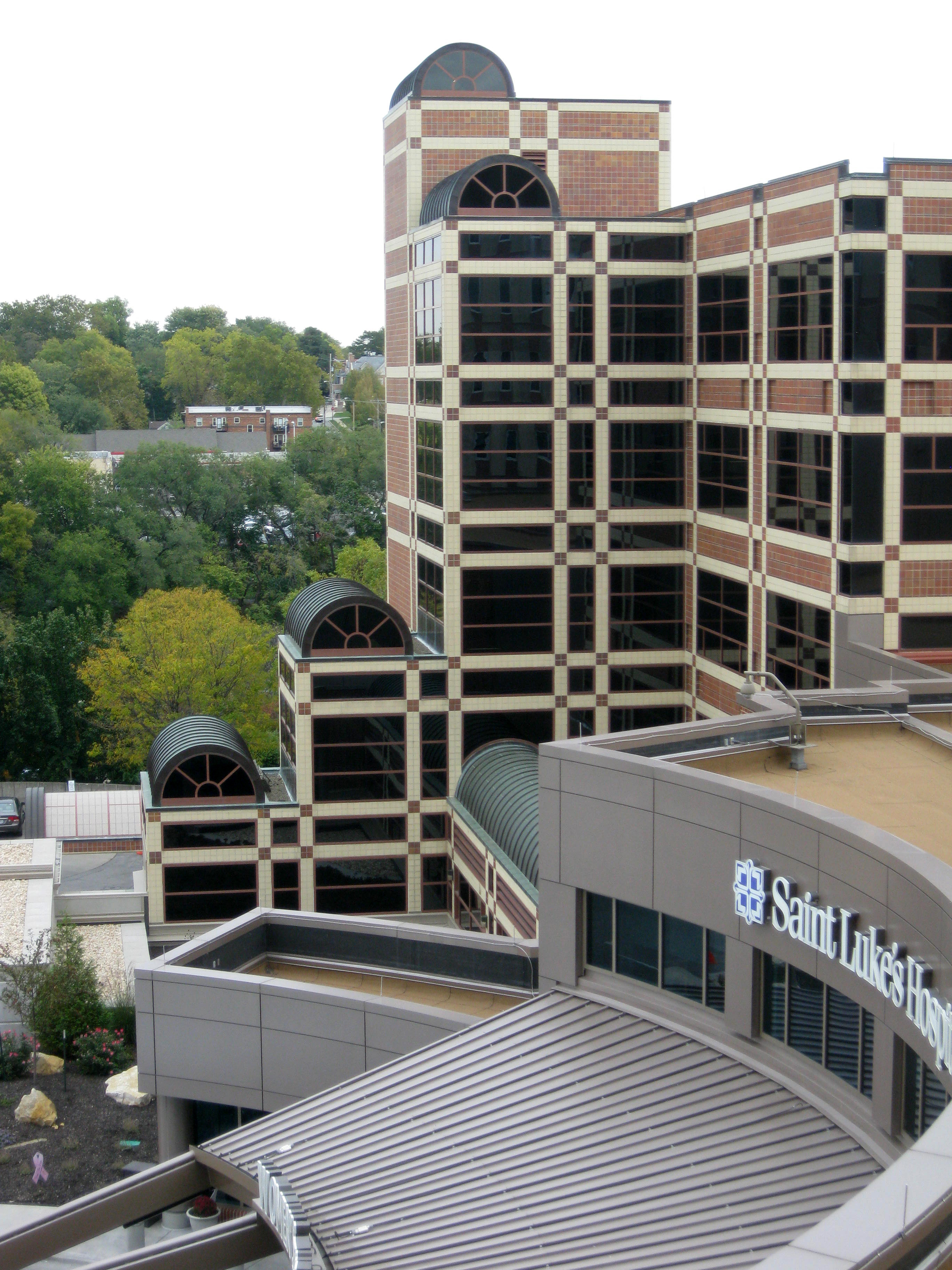

بیمارستان سنت لوک در کانزاس سیتی (Saint Luke's Hospital of Kansas City) نام بزرگترین مرکز درمانی شهر کانزاس سیتی، میزوری است.
این بیمارستان ۶۳۰ تختخوابی در سال ۱۸۸۲ میلادی تأسیس گشت و در شمال کانتری کلاب پلازا قرار دارد.
این بیمارستان ممتاز یک بیمارستان آموزشیست که متعلق به دانشکده علوم‌پزشکی دانشگاه میزوری در کانزاس‌سیتی است.

## References
1. ↑  «نسخه آرشیو شده». بایگانی‌شده از اصلی در ۱۰ اوت ۲۰۱۳. دریافت‌شده در ۷ سپتامبر ۲۰۱۳.

## External links
- وبگاه رسمی بایگانی‌شده  در ۱۱ اوت ۲۰۱۳ توسط Wayback Machine